# Rocca San Felice
Rocca San Felice – miejscowość i gmina we Włoszech, w regionie Kampania, w prowincji Avellino.
Według danych na 1 stycznia 2022 roku gminę zamieszkiwało 796 osób (401 mężczyzn i 395 kobiet).